# The Morning Benders
The Morning Benders is een Amerikaanse indierockband, die in 2005 in Berkeley (Californië) werd opgericht.
In 2008 brachten ze hun debuutalbum Talking Through Tin Cans uit. The Morning Benders verzorgden voorprogramma's van Broken Bells (voorjaar 2010), Grizzly Bear (najaar 2009), The Kooks en Death Cab for Cutie (zomer 2008) en Ra Ra Riot (najaar 2008). Ook speelden ze met Yo La Tengo, MGMT, Grand Archives, Yeasayer, Two Gallants, The Rosebuds, Au Revoir Simone, We Are Scientists en White Rabbits.
De band verruilde in december 2009 het kleine label +1 Records voor Rough Trade Records en verhuisde enkele maanden later naar New York. Chris Taylor (bassist van Grizzly Bear) produceerde het tweede studioalbum, Big Echo, dat in 2010 werd uitgegeven.

## Discografie

### Albums
- Talking Through Tin Cans (2008)
- Big Echo (2010)

## Samenstelling

### Huidige samenstelling
- Christopher Chu - zang, gitaar
- Jon Chu - gitaar, toetsen
- Julian Harmon - drums
- Timothy Or - basgitaar

### Voormalige leden
- Joe Ferrell
- Van Pierszalowski
- Tom Peyton